# Hyperkomplexní číslo
V matematice se pojmem hyperkomplexní čísla označují určitá rozšíření komplexních čísel. Formálně lze hyperkomplexní čísla zavést např. jako distributivní čísla s jednou reálnou a n imaginárními osami. Takto matematicky hyperkomplexní čísla definují např. Kantor a Solodovnikov – jako unitální a distributivní číselné systémy, které obsahují aspoň jednu imaginární osu a jsou uzavřené vzhledem k operacím sčítání a násobení. Prvky jsou generovány s pomocí reálných koeficientů {\displaystyle (a_{0},~...,a_{n})} a bázového systému {\displaystyle \{1,~i_{1},...,i_{n}\}} ({\displaystyle n\in \{1,2,3...\}}). Koeficienty splňují distributivní, asociativní a komutativní zákon vzhledem k reálné (1) a imaginárním ({\displaystyle ~i_{n}}) osám báze. Jsou možné tři typy {\displaystyle ~i_{n}}, pro které platí: {\displaystyle i_{n}^{2}\in \{-1,0,+1\}}. Hyperkomplexní čísla tvoří určitou konečně-rozměrnou algebru nad reálnými čísly.

## Vlastnosti
Čistě formálně lze zavést řadu typů „hyperkomplexních čísel“. Z fyzikálního hlediska se však jako „dobré“ či „přirozené“ ukazuje jen rozšíření pojmu komplexního čísla o dva další typy čísel, a to kvaterniony (dimenze 4) nebo oktoniony (dimenze 8). Zatímco pro násobení komplexních čísel platí komutativní i asociativní zákon, pro násobení kvaternionů neplatí zákon komutativní, a pro násobení oktonionů neplatí ani komutativní, ani asociativní zákon. Je překvapivé, že více „přirozených“ hyperkomplexních čísel de facto neexistuje. Souvisí to s faktem, že existují pouze čtyři normované algebry s dělením (nazývané též Hurwitzovy algebry): reálná čísla, komplexní čísla, kvaterniony a oktoniony. Např. tzv. sedeniony (dimenze 16) již nejsou normovanou algebrou s dělením.
Skutečnost, že existuje tak málo „přirozených“ typů hyperkomplexních čísel, má hluboké matematické a fyzikální důsledky. Např. vektorový součin, dobře známý pro dimenzi 3, existuje již jen pro dimenzi 7. Podobně konformní zobrazení, dobře známé z teorie komplexních čísel, lze v jistém dobrém smyslu zobecnit jen pro kvaterniony (dimenzi 4) a oktoniony (dimenzi 8). Právě čtyři Hurwitzovy algebry mají úzký vztah k Lieovým grupám (a jimi popsaným) spojitým symetriím, které jsou pro fyziku zásadní.

## Hyperkomplexní čísla a vektory
Často bývá zjednodušeně usuzováno, že zatímco na komplexní čísla lze nahlížet jako na body (vektory) v rovině, na hyperkomplexní čísla se lze obecně dívat jako na body (vektory) v nějakém vícerozměrném Euklidovském prostoru (dimenze 4 pro kvaterniony, dimenze 8 pro oktoniony). Ve skutečnosti je však mezi prvky Euklidovského prostoru a hyperkomplexními čísly též určitý principiální rozdíl. Zatímco mezi vektory požadovaná operace dělení vůbec neexistuje, pro kvaterniony a oktoniony je operace dělení definována a má navíc algebraickou strukturu grupy. Kvaterniony a oktoniony (jako všechny čtyři Hurwitzovy algebry) mají tedy strukturu grupy vůči součtu i násobení svých prvků.
Určité podcenění rozdílu mezi kvaterniony a čtyřvektory již mělo četné fyzikální dopady. Např. je známo, že původní Maxwellova teorie elektromagnetického pole byla formulována v kvaternionické podobě. V této podobě je speciálně relativistická invariance i existence spinu v teorii již bezprostředně přítomná a zjevná. Speciální relativita i spin tak mohly být objeveny o několik desetiletí dříve. Přepsání této kvaternionické teorie do „vektorové“ podoby, které po Maxwellově smrti provedli Gibbs a Heaviside, nemělo tedy jen příznivé důsledky.